# Walt Frazier
Walter "Walt" Frazier  (Atlanta, Georgia, 29. ožujka 1945.) umirovljeni je američki profesionalni košarkaš. Igrao je na poziciji razigravača, a izabran je u 1. krugu (5. ukupno) NBA drafta 1967. od strane New York Knicksa. Igravši za New York Knickse i Cleveland Cavalierse ostvario je mnoge uspjehe. Osvojio je 2 NBA prstena, 1 puta proglašen je najkorisnijim igračem NBA All-Star utakmice te je izabran na popis 50 najvećih igrača u povijesti NBA lige. Frazier je sedmerostruki NBA All-Star, te je šest puta biran u All-NBA momčad i sedam puta u All-Defensive momčad.

## Rani život
Walt je rođen 29. ožujka 1945. u Atlanti u saveznoj državi Georgiji. Bio je najstariji od devetero djece. U to vrijeme još je uvijek bilo rasne segregacije na američkom jugu te je Frazieru jedini izlaz iz siromaštva bio sport. 

## Srednja škola i sveučilište
U srdnjoj školi bio je zvijezda košarkaške, bejzbol momčadi te američkog nogometa. Iako je imao ponuđene stipendije za američki nogomet, odlučio se za onu košarkašku Southern Illinois sveučilišta. Stigavši na sveučilište, Walta po prvi put u životu nisu gledali kao na građanina drugog reda. Više nije bilo rasnije segregacije, te su svi bili ravnopravni. Došao je i u neprilike s ocjenama, ali je svoje malu sveučilište uspio odvesti do NIT naslova osvojivši usput i nagradu za najkorisnijeg igrača natjecanja.

## NBA karijera
Izabran je kao 5. izbor NBA drafta 1967. od strane New York Knicksa. Iako se pridružio sjajnim igračima poput Willisa Reeda, Walta Bellamya i Dicka Barnetta, ali su Knicksi sezonu završili s negaivnim omjerom 35-47. I sam je Frazier postizao samo 9 poena po utakmici te je igrao s promjenjivom formom. Međutim sljedeće sezone stigle su promjene. Trenera NcGuirrea zamjenjuje Red Holzman te umjesto Bellamya stiže Dave DeBusscherre. Holzmanova trenerska filozofija savršeno se poklopila s Fraizerovom igračkom, a to je maksimalno zalaganje u obrani i maksimalna nesebičnost u napadu. Momčad Knicksa predvođena Fraizerom, Bradleyem, Barnettom, DeBusscherreom i Reedom stiže do finala Istoka gdje gube od Boston Celticsa. Međutim Russell se ubrzo umirovio i Knicksi u sljedeću sezonu kreću silovito. Ostvarajuju 18 uzastopnih pobjeda na putu do omjera 60-22. U doigravanju izbacuju Washington Bulletse i Milwaukee Buckse te dolaze do NBA finala. Iz tog izvrsnog finala svi pamte junaštvo Willisa Reeda koji se nakon teške ozljede vratio u sedmoj utakmici i postigao prve koševe na utakmici. Nažalost, gotovo je nepoznata činjenica da su Knicksi pobijedili i osvojili svoj prvi naslov zahvaljujući Waltu Fraizeru koji je odigrao jednu od najvećih uloga u povijesti NBA finala, te je Lakerse počastio s 36 poena, 19 asistencija, 7 skokova i 5 ukradenih lopti u zadnjoj utakmici. No za najkorisnijeg igrača NBA finala izabran je Reed. Nakon te utakmice Fraizer je odigrao još pet sjajnih sezone u dresu Knicksa. U sezoni 1971./72. u Knickse dolaze Earl Monroe i sjajni Jerry Lucas, ali bez ozlijeđenog Reeda gube finale od Los Angeles Lakersa. U sezoni 1972./73. Knicksi se ponovno susreću u finalu s Lakersima te osvajaju svoj drugi i zasad posljednji NBA naslov. Tada počinje pad velike generacije Knicksa, a i Fraizerove brojke više nisu bile sjajne kao nekada te je krajem sezone 1976./77. mijenjan u Cleveland Cavalierse. Međutim u to vrijeme Fraizer je već bio poprilično usporen ozljedama stopala i nije više bio ni sjena jednom od najboljih obrambenih igrača NBA lige. Nakon umirovljenja 1980. godine, Fraizer je radio svašta, a danas radi kao komentator utakmica New York Knicksa.

## Vanjske poveznice
- Povijesni profil na NBA.com
- Profil  Arhivirana inačica izvorne stranice od 18. veljače 2009. (Wayback Machine) na Basketball-Reference.com
- Hall of Fame profil  Arhivirana inačica izvorne stranice od 11. rujna 2012. (Wayback Machine) na Hoophall.com